# Dugny-sur-Meuse
Dugny-sur-Meuse település Franciaországban, Meuse megyében. Lakosainak száma 1262 fő (2022. január 1.). Dugny-sur-Meuse Ancemont, Belleray, Dieue-sur-Meuse, Haudainville, Landrecourt-Lempire és Senoncourt-les-Maujouy községekkel határos.

## Népesség
A település népességének változása:
| Lakosok száma | 1284 | 1224 | 1247 | 1324 | 1287 | 1282 | 1307 | 1311 | 1313 | 1262 |
|               | 1968 | 1982 | 1990 | 2006 | 2013 | 2015 | 2017 | 2019 | 2020 | 2022 |